# Antonino Casu
Antonino Casu (Mores, 11 luglio 1930 – Genova, 25 gennaio 1980) è stato un carabiniere italiano, insignito di Medaglia d'Oro al Valor Civile alla memoria.

## Biografia
Casu fu arruolato nell'Arma nel 1948, conseguendo nel 1968 la promozione ad appuntato. Operò in numerosi Comandi territoriali delle Regioni Veneto, Friuli Venezia Giulia e Liguria; dal 1967 fu in forza alla Legione Carabinieri di Genova.
Fu ucciso da un commando di terroristi, rivendicato dalle Brigate Rosse - colonna Francesco Berardi, mentre guidava l'auto su cui viaggiava il Tenente Colonnello Emanuele Tuttobene.
Nel volantino di rivendicazione dell'attentato si sosteneva che il colonnello Tuttobene era il "Comandante della struttura di spionaggio dei carabinieri, che lavorava in strettissima collaborazione con la Nato". 